# كلير كولتر
كلير كولتر هي ممثلة كندية، ولدت في 1942 بأونتاريو في كندا.

## أعمال

### أفلام
- (2006) بعيدا عنها[2]

## وصلات خارجية
- كلير كولتر على موقع IMDb (الإنجليزية)
- كلير كولتر على موقع ألو سيني (الفرنسية)
- كلير كولتر على موقع أول موفي (الإنجليزية)
- كلير كولتر على موقع قاعدة بيانات الأفلام السويدية (السويدية)
- كلير كولتر على موقع قاعدة بيانات الفيلم (الإنجليزية)
- كلير كولتر على موقع كينوبويسك (الروسية)